# Frauenordination (Buddhismus)
Frauenordination nennt man im Buddhismus die Vollordination zur buddhistischen Nonne, Bhikkhuni, die dadurch einem Mönch, dem Bhikkhu, im Wesentlichen gleichgestellt ist. Darunter fällt auch die Ordination zur Samaneri, die man als Novizinnen-Ordination bezeichnen könnte. Nicht als ordinierte Frauen im eigentlichen Sinn gelten sogenannte „weißgekleidete Nonnen“, oder Mae Chi.

## Geschichte
Die Frauenordination wurde noch zur Zeit des Buddha eingeführt und stellt sowohl in der Geschichte der Religionen, als auch in der zeitgenössischen indischen Gesellschaft eine Pioniertat dar und stieß in allen folgenden (patriarchalen) Gesellschaften immer wieder auf Widerstand und Ablehnung. Sie geriet auch in den Ländern des Theravada entweder in Vergessenheit (Sri Lanka), oder war nie existent (Thailand).
Im 20. Jahrhundert kam es insbesondere durch Einflüsse aus dem Westen (Bildung und Erziehung bzw. Feminismus und Buddhismus im Westen) zu einem Wiedererstarken der Frauenordination vornehmlich in Ländern und Regionen des Mahayana (Südkorea, Taiwan), schließlich auch zum Ruf nach Restauration der Frauenordination in Sri Lanka und Tibet, sowie zu wachsendem Druck zur Einführung der Frauenordination in Thailand.

## Gegenwart
In den von der thailändischen Waldtradition ausgehenden westlichen Klöstern kam es 1983 zu einer Sonderform, der Siladhara-Nonne. Diese war im westlichen Umfeld den Mönchen in vielen Bereichen gleichgestellt, in Thailand galt sie als Mai Chi. Nach der Nonnen-Kontroverse vom Herbst 2009 mussten die Siladhara ihre Minderwertigkeit in fünf Punkten anerkennen und alle Bestrebungen nach einer Bhikkhuni-Ordination fallen lassen.
Der Buddhismus außerhalb Asiens kennt die Frauenordination seit der zweiten Hälfte des 20. Jahrhunderts (praktisch auch im Theravada) und hat herausragende Lehrerinnen-Persönlichkeiten hervorgebracht, wie unter anderem Ayya Khema, Prabhasa Dharma, Pema Chödrön, Tenzin Palmo, Ajahn Sundara.